# 中野市立豊井小学校
中野市立豊井小学校（なかのしりつ とよいしょうがっこう）は、長野県中野市にあった公立小学校である。

## 概要
豊井小学校は中野市上今井にあった学校である。旧豊田村の豊津・上今井を学区としていた。2019年度現在は111人の生徒が在籍、教職員数は14人だった。

## 学校教育目標
かしこく（知） ゆたかに（徳） たくましく（体）。

## 校歌
昭和12年（1937年）、高野辰之作詞、下総皖一作曲 。

## 校章
片仮名「ト」を四つ組み合わせて豊「ト四」とし、小学校の「小」を豊井の「井」で囲む 。

## 沿革
- 1889年 - 豊津・上今井各尋常小学校、日向分教場設立。
- 1900年 - 豊津・上今井両尋常小学校を併合し、豊井尋常小学校を開設。
- 1941年 - 豊井国民学校に改称[2]。
- 1947年 - 豊井小学校に改称[2]。日向分教場を日向分校と改称。
- 1952年 - 開校50周年記念式典挙行。
- 1956年 - 豊井村・永田村の合併により、豊田村となる。併せて豊田村立豊井小学校へ改称[2]。
- 1973年 - 開校70周年記念式典挙行。
- 2002年 - 100周年記念式典挙行。
- 2005年 - 市村合併により中野市立豊井小学校へ改称[3][2]。
- 2021年 - 永田小学校と併合し閉校。改めて「中野市立豊田小学校」が開校。